# Антоній Корсак
Антоній Корсак (лат. Antonius Korsak; 13 червня 1764, Мстиславль — 11 серпня 1831, Стара Весь, Галичина) — член католицької церкви і ордену єзуїтів, педагог.

## Біографія

### «Російський» етап
Він приєднався до Товариства Ісуса 14 серпня 1781 р. Після курсу риторики в Орші викладав граматику і синтаксис у Вітебську (1784–1786). З 1786 по 1788 рр. вивчав філософію в Полоцькому єзуїтському колегіумі. Наступні п'ять років працював учителем у єзуїтських школах у Полоцьку, Дінабурзі, Могильові та Мстиславлі.
У 1793 р. повернувся до Полоцького єзуїтського колегіуму, де відвідував повний курс теології. Через два роки в будинку третьої пробації в Дінабурзі склав останні обітниці 15 серпня 1798 р. Знову працював у Мстиславлі (регент школи-інтернату, префект шкіл та професор французької мови 1798–1799), Могильові (регент школи-інтернату, 1799 -1800) і Орші (професор риторики і завідувач учительською семінарією, 1800 -1805; префект бібліотеки, 1804 -1805).
З 1805 по 1813 рік — секретар провінціялу Білоруської провінції Товариства Ісуса Казимира Островського. 3 травня 1813 року призначений ректором Могильовського колегіуму (до 1819 р.). Останній рік діяльності єзуїтів Білорусі в Орші.

### «Австрійський» етап
Після вигнання єзуїтів з Російської імперії (1820 р.) А. Корсак пов'язав свою долю з Галичиною, яка в той час входила до складу Австрійської імперії. Перший рік він не перебував у провінції, оскільки був у Римі, де брав участь у XX Загальній конгрегації Товариства Ісуса, на якій був обраний новий генерал ордену Луїджі Фортіс. Після повернення до провінції обіймав високі посади: консультант Галицької провінції (1822 -1825), віце — ректор Тернопільського колегіуму (1822 -1824) і префект колегіуму в Старій Весі (1824 -1826). Впродовж навчального року 1826/1827, як віце — ректор (фактично перша особа установи), організував роботу нового єзуїтського колегіуму в Тинці. У 1828–1831 рр. — вищий у Тухові.
Коли навесні 1831 року епідемія холери охопила Галичину, отці єзуїти провінції продовжували своє апостольське служіння і, як могли, допомагали жертвам та їхнім родинам: відкрили лікарню, надавали душпастирську допомогу хворим, а померлих ховали. Антон Корсаков став одним з двох членів ордену (другий — ще один білоруський єзуїт, випускник Полоцької єзуїтської академії Боніфацій Киселевич), якому це коштувало життя. Помер 11 серпня 1831 року незадовго до закінчення епідемії.

## Роботи
Антоній Корсак вважається (з різною мірою ймовірності) автором кількох видань латино-польських словників, виданих Полоцькою єзуїтською друкарнею:
- Dictionarium Latino-Polonicum ad usum scholasticae Juventutis. Polociae: тип. SJ, 1790. [? ] с.
- Dictionarium Latino-Polonicum. Polociae : typis Colleg. Soc. Jesu, 1796. [? ] с.
- Dictionarium latino-polonicum in usum scholasticae juventutis. Polociae: typ. SJ, 1813. [? ] с.
- Dictionarium latino-polonicum. Ad usum studiosa Juventutis. Polociae : Typis Academicis, 1817. 502, [2] с.[5]